# Adam Franz Karl (Schwarzenberg)

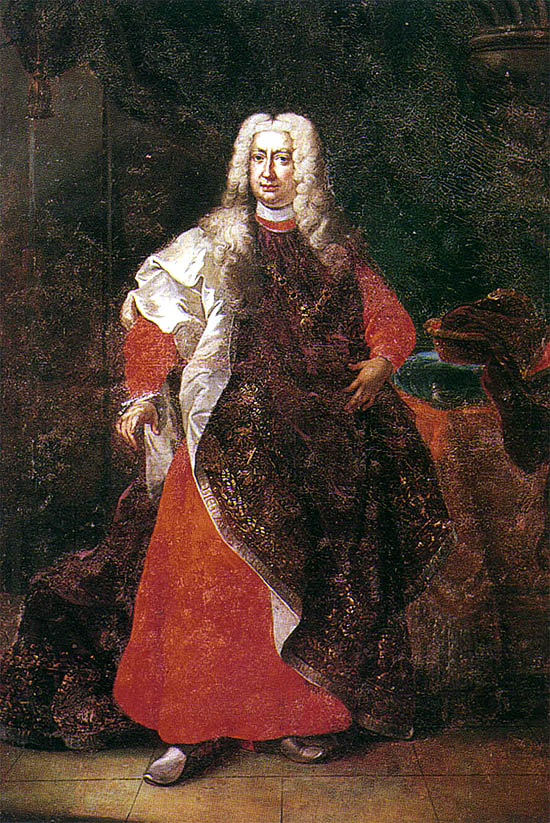
Adam Franz Fürst zu Schwarzenberg

Adam Franz  Karl Eusebius Fürst zu Schwarzenberg (tschechisch Adam František Karel Euseb kníže ze Schwarzenbergu, * 25. September 1680 in Linz; † 11. Juni 1732 bei Brandeis an der Elbe), 3. Fürst zu Schwarzenberg, war ein böhmischer Adliger aus dem Haus Schwarzenberg und österreichischer Obersthofmarschall.

## Leben
Seine Eltern waren Ferdinand Wilhelm Eusebius Fürst zu Schwarzenberg, 2. Fürst zu Schwarzenberg (* 23. Mai 1652; † 22. Oktober 1703) und Maria Anna Gräfin von Sulz (* 24. Oktober 1653; † 18. Juli 1698).
Mit dieser Heirat ging das Sulzische Erbe und damit Tiengen und der Klettgau an die Schwarzenberger. Es wird angenommen, dass Ferdinand Fürst zu Schwarzenberg die Räume des Schlosses Tiengen 1730 repräsentativ ausgestalten ließ. Er ließ auch das Schloss Protivín barockisieren.
Er war der 3. Fürst zu Schwarzenberg und verheiratet mit Eleonore Elisabeth Amalia Magdalena von Lobkowicz (* 20. Juni 1682; † 5. Mai 1741 in Wien).
Er wurde kaiserlicher Kämmerer, Wirklicher Geheimer Rat und 1712 Ritter vom Goldenen Vlies. Von 1711 bis 1722 bekleidete er das Amt des Obersthofmarschalls, 1722 bis zu seinem Tode 1732 war er schließlich Oberststallmeister.
Schwarzenberg wurde am 28. September 1723 zum Herzog von Krumau erhoben. Von Kaiser Karl VI. zur Hirschenjagd auf die kaiserlichen Besitzungen bei Brandeis geladen, traf ihn irrtümlich ein Schuss des Kaisers, als dieser mit seiner Büchse auf einen Hirschen anlegte und Fürst Adam Franz in die kaiserliche Schusslinie geriet. Er starb am folgenden Tag an seinen schweren Verletzungen. Die Beisetzung des Verstorbenen erfolgte am 25. Juni 1732 in der Familiengruft in der Wiener Augustinerkirche. Das Herz des Fürsten wurde in der St. Veitskirche in Krumau und die Eingeweide in der St. Ägidius-Kirche in Třeboň bestattet.

## Nachkommen
- Joseph Adam Fürst zu Schwarzenberg (* 15. Dezember 1722; † 17. Februar 1782), 4. Fürst zu Schwarzenberg, heiratet am 22. August 1741 in Mariaschein bei Teplitz Maria Theresia von und zu Liechtenstein (* 28. Dezember 1721; † 19. Januar 1753)
- Maria Anna von Schwarzenberg (* 25. Dezember 1706; † 12. Januar 1755) heiratete am 18. März 1721 (nach einer anderen Quelle am 18. April 1721) Markgraf Ludwig Georg Simpert von Baden-Baden (* 7. Juni 1702; † 22. Oktober 1761)

## Münzen
Wie bereits sein Vater ließ auch er Münzen prägen, allerdings nicht mehr in der Münzstätte in Tiengen.